# جيف توماس
جيف توماس (بالإنجليزية: Geoff Thomas)‏ (و. 1964  م) هو لاعب كرة قدم، من المملكة المتحدة، ولد في مانشستر، شارك في نهائي كأس الاتحاد الإنجليزي 1990، مركز لعبه هو لاعب وسط.

## روابط خارجية
- جيف توماس على موقع قاعدة بيانات كرة القدم.إي يو (الإنجليزية)
- جيف توماس على موقع ناشيونال فوتبول تيمز (الإنجليزية)
- جيف توماس على موقع Soccerbase.com (لاعب) (الإنجليزية)
- جيف توماس على موقع عالم كرة القدم.نت (الإنجليزية)